# Puente Jenny Garzón
El puente Jenny Garzón, también conocido como el puente de Guadua, es una estructura ubicada en la localidad de Engativá en el límite noroccidental de Bogotá, en la salida hacia Honda, Puerto Boyacá y Medellín, y municipios de Cundinamarca como Cota, Chía, Facatativá, Subachoque, Tenjo, Tabio, Zipaquirá, Funza, Mosquera, La Mesa, Anapoima, La Vega y Villeta a la altura de la carrera 119 con calle 80. Es el único puente peatonal de Bogotá hecho de guadua. 
Esta obra civil pesa 130 toneladas, tiene 45 metros de longitud y 3 de ancho, está reforzado con acero, y es la estructura en guadua más grande del mundo en su diseño.

## Diseño y construcción

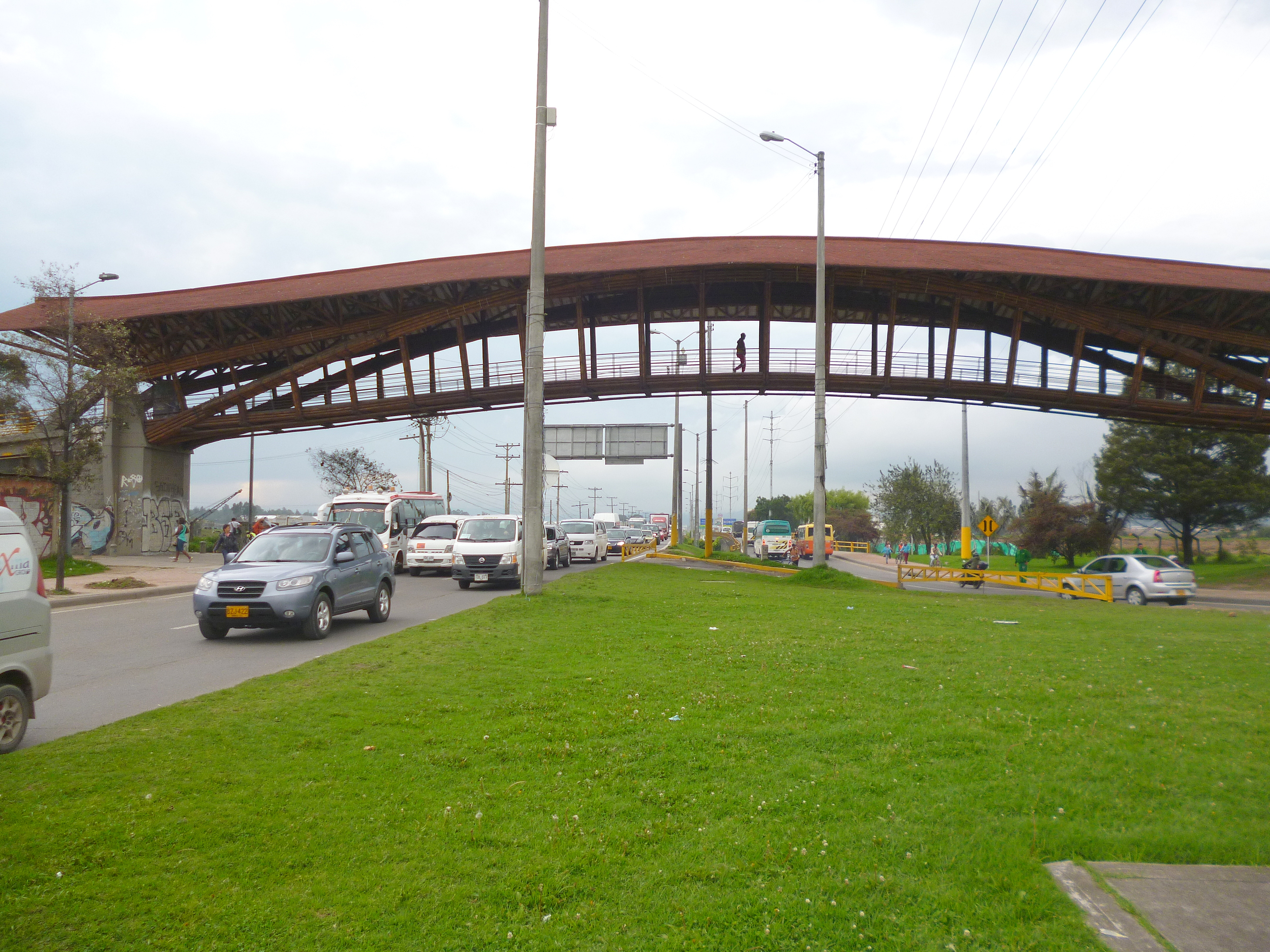
El puente visto desde el lado bogotano.

El IDU invirtió alrededor de 600 millones en el estudio de suelos, cimentación, estribos y rampas en las que se sostienen las tres mil guaduas que conforman el puente, las cuales fueron donadas por la firma Bambú de Colombia, traídas desde Quimbaya, Quindío. Al mismo tiempo el SENA aportó 242 millones de pesos para costear a la mano de obra. El arquitecto manizalita Simón Vélez, pionero en la utilización de bambú como material alternativo de construcción, fue encargado del diseño. El montaje estructural, estuvo a cargo del Marcelo Villegas.
La inauguración del puente se llevó a cabo el 30 de diciembre de 2003, a cargo del entonces alcalde de Bogotá Antanas Mockus, junto a la directora del IDU, María Isabel Patiño, y la gobernadora de Risaralda Elsa Cifuentes.

## Jenny Garzón
El puente está nombrado en honor a Jenny Varinia Garzón Caicedo, hija de Angelino Garzón nacida el 15 de mayo de 1973 en Bogotá y asesinada el 2 de febrero de 2000 en el municipio de Chía, quien como arquitecta egresada de la Universidad Nacional de Colombia se desempeñó en el estudio de la guadua y el bambú como materiales de construcción, trabajando junto a Simón Vélez.

## Reformas

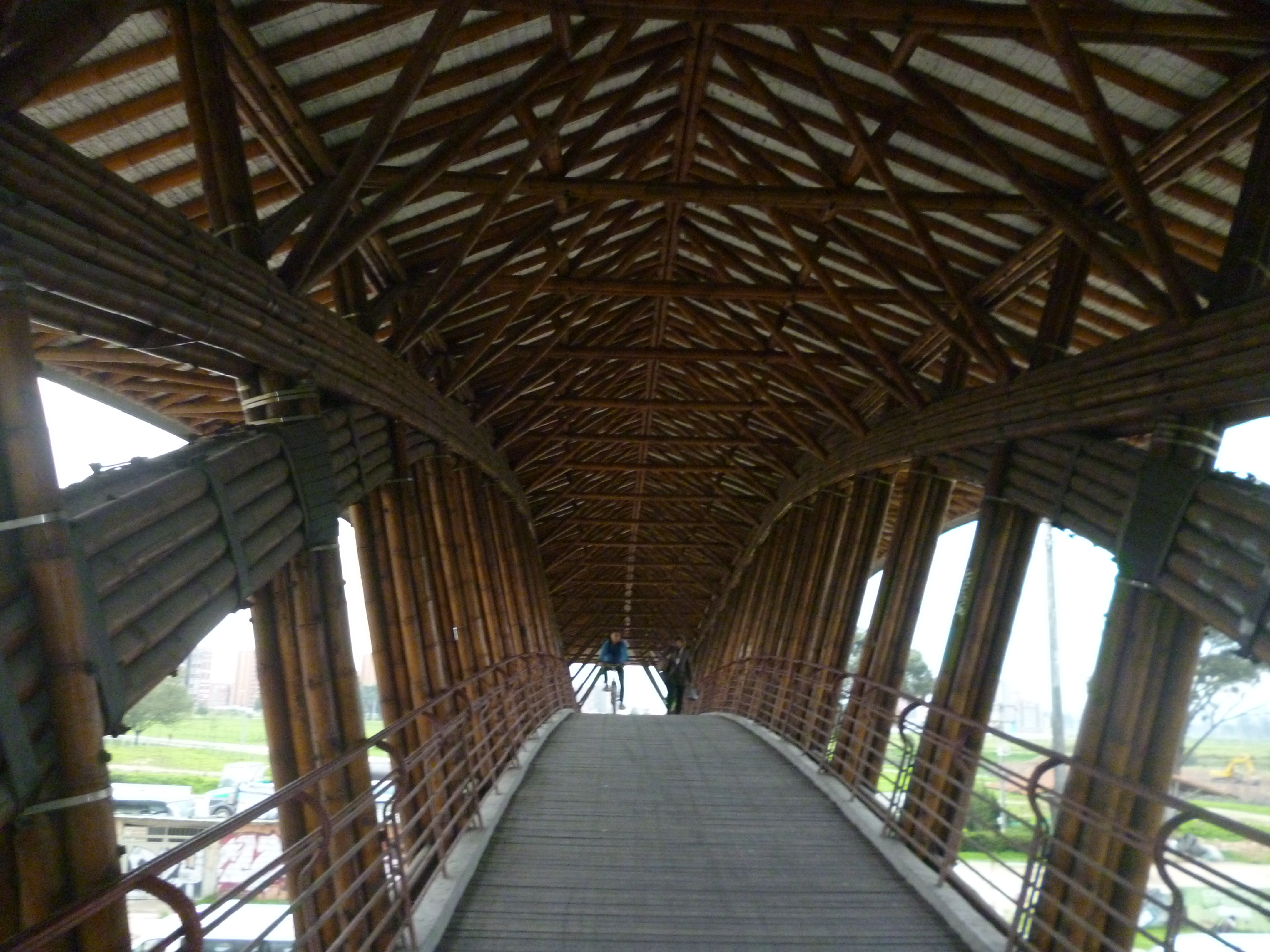
Interior del puente

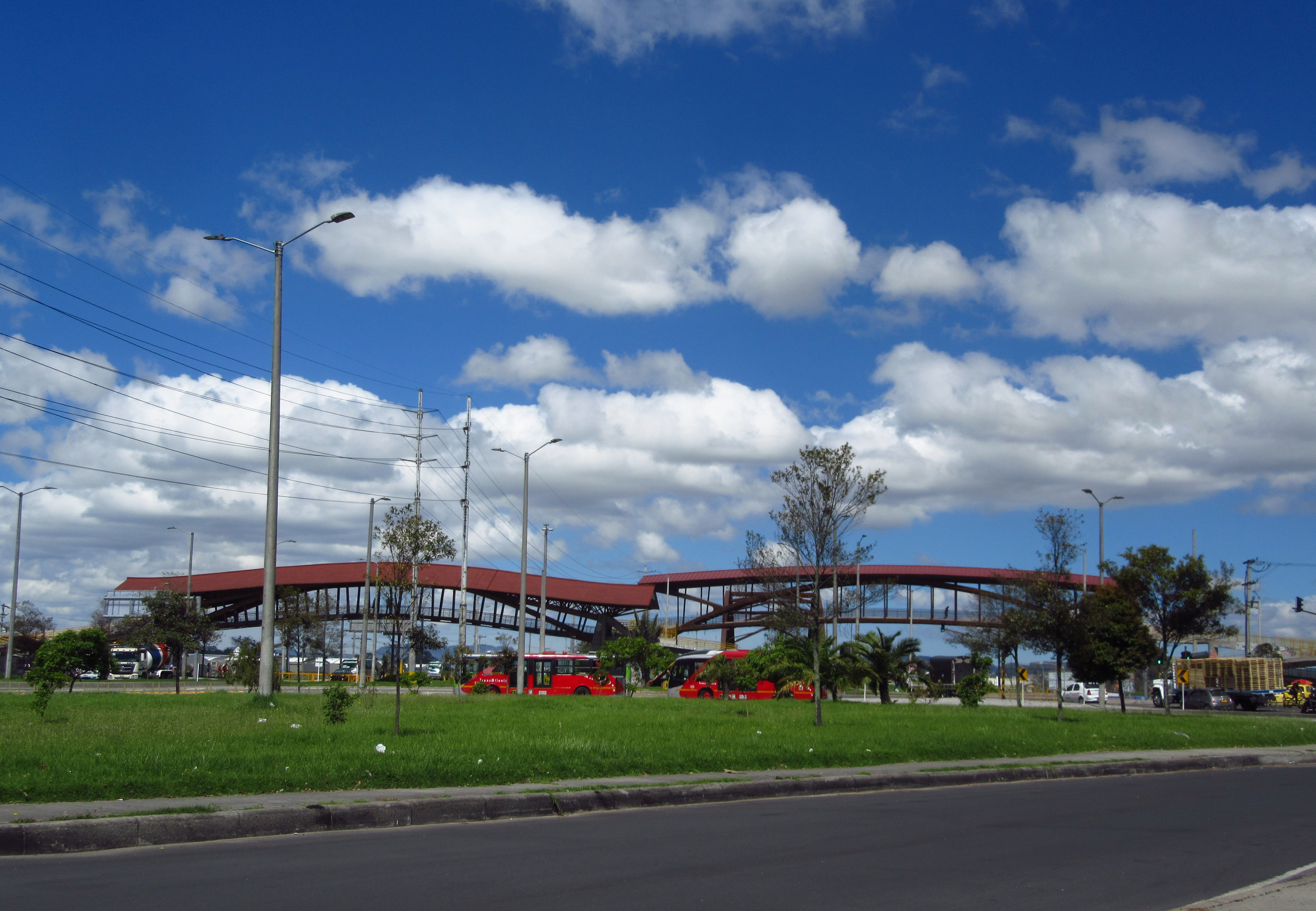
El puente y su 'doble' de concreto inaugurado en 2016.

Al realizársele pruebas de resistencia, se redujeron 80 toneladas de su peso inicial. Los cambios consistieron en implementar madera de sapán en vez de concreto para el piso, y en reemplazar las tejas de barro del techo por bambú y material sintético.

## Uso actual
El puente, que durante su construcción generó controversia por su posible impacto paisajístico en el sector de la calle 80, hoy en día sirve como corredor para la ciclorruta que conecta el Parque La Florida del municipio de Cota y el barrio Lisboa de la localidad de Suba. Siendo también usado como punto de referencia ya que señala el punto de ingreso a la ciudad. Debido al material usado para la construcción del puente, el lavado de este se hace en seco, requiriendo tras el lavado la aplicación de sustancias químicas que protejan a la guadua contra la humedad, garantizando su vida útil.